# Politique au Guatemala
Le Guatemala est une république présidentielle multipartite, où le président est à la fois chef de l'État et chef du gouvernement. Le pouvoir exécutif est exercé par le gouvernement tandis que le pouvoir législatif est partagé entre le gouvernement et le Congrès de la République. Le pouvoir judiciaire est indépendant de l'exécutif et du législatif.
La constitution de 1993 a réduit la durée des mandats présidentiels et parlementaires de cinq à quatre ans, et augmenté celle des conseillers communaux de 30 mois à quatre ans.

## Pouvoir exécutif
Le président et le vice-président sont élus au suffrage universel direct pour une période de quatre ans non renouvelable. Le président désigne l'ensemble de son cabinet. Un vice-président peut se présenter à une élection présidentielle quatre ans après la fin de son mandat.

### Composition du gouvernement
- Ministre des Affaires étrangères
- Ministre de l'Éducation
- Ministre de l'Intérieur
- Ministre de la Défense
- Ministre des Finances
- Ministre de l'Énergie
- Ministre de l'Économie
- Ministre de la Santé publique
- Ministre du Travail
- Ministre de l'Agriculture
- Ministre des Communications et des Infrastructures
- Secrétaire exécutif de la présidence
- Secrétaire du Tourisme
- Secrétaire du Développement social

## Pouvoir législatif
Le pouvoir législatif est exercé par le Congrès de la République (Congreso de la República). Il s'agit d'un parlement monocaméral composée de 160 membres, élus pour quatre ans, partiellement dans les circonscriptions départementales et partiellement par représentation nationale à la proportionnelle.

## Partis politiques et élections
La vie politique est très largement dominée par les partis de droite. En 2013, seuls deux députés sur 158 députés et cinq maires sur 333 se réclament de gauche.

### Élection présidentielle de 2003
Lors du premier tour des élections du 9 novembre 2003, l'ex-dictateur Efraín Ríos Montt a été battu par Óscar Berger (droite) et Álvaro Colom (centre-droit).
Le 28 décembre 2003, le second tour a vu la victoire de Óscar Berger face à Alvaro Colom, par 54 % des voix.

### Élection présidentielle de 2007
Aux présidentielles du 4 novembre 2007, 13 candidats se sont présentés dans un climat de violence électorale marqué par plusieurs assassinats.
Au premier tour, Álvaro Colom (Unión Nacional de la Esperanza) est arrivé premier avec 28,23 % des voix devant Otto Pérez Molina (Partido Patriota) 23,51 %, Alejandro Giammattei (Gran Alianza Nacional) 17,23 %, Eduardo Suger (Centro de Acción Social) 7,45 %, Luis Rabbé (Frente Republicano Guatemalteco) 7,29 %, Rigoberta Menchú (Encuentro por Guatemala) 3,09 %, Fritz-García-Gallont (Partido Unionista) 2,92 %, Mario Estrada (Partido Unión Cambio Nacionalista) 3,16 %, Pablo Monsanto (Alianza Nueva Nación) 0,59 %, Miguel Ángel Sandoval (Unidad Revolucionaria Nacional Guatemalteca) 2,14 %, Manuel Conde (Union Democratica) 0,76 %, Marco Cerezo (Democracia Cristiana, candidat écologiste et fils d'un ancien président) 0,50 % et Héctor Rosales (Desarrollo Integral Autentico) 0,57 %.
Au second tour, Álvaro Colom a été élu président avec 52 % des voix devant Otto Pérez Molina 48 %.

### Élection présidentielle de 2011
Le 11 septembre 2011, Otto Pérez Molina, candidat du Parti patriote, arrive en tête du premier tour avec 36 % des voix, devançant Manuel Baldizón, également issu de la droite (parti Lider), avec 23,5 % des voix. Eduardo Suger, un autre candidat de droite, est arrivé en troisième position avec 16 % des voix.
Seule candidate de gauche, Rigoberta Menchú (prix Nobel de la paix en 1992) n'a obtenu que 3,2 % des voix.
Le second tour, le 6 novembre 2011, oppose l'ancien général Otto Pérez Molina à l'avocat Manuel Baldizon. Otto Pérez Molina est élu président du Guatemala avec 53,8 % des suffrages.

### Galerie présidentielle 2000-présent

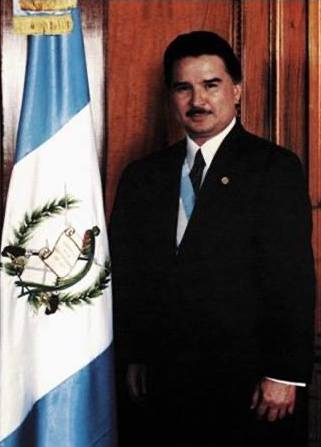
Alfonso Portillo 2000-2004
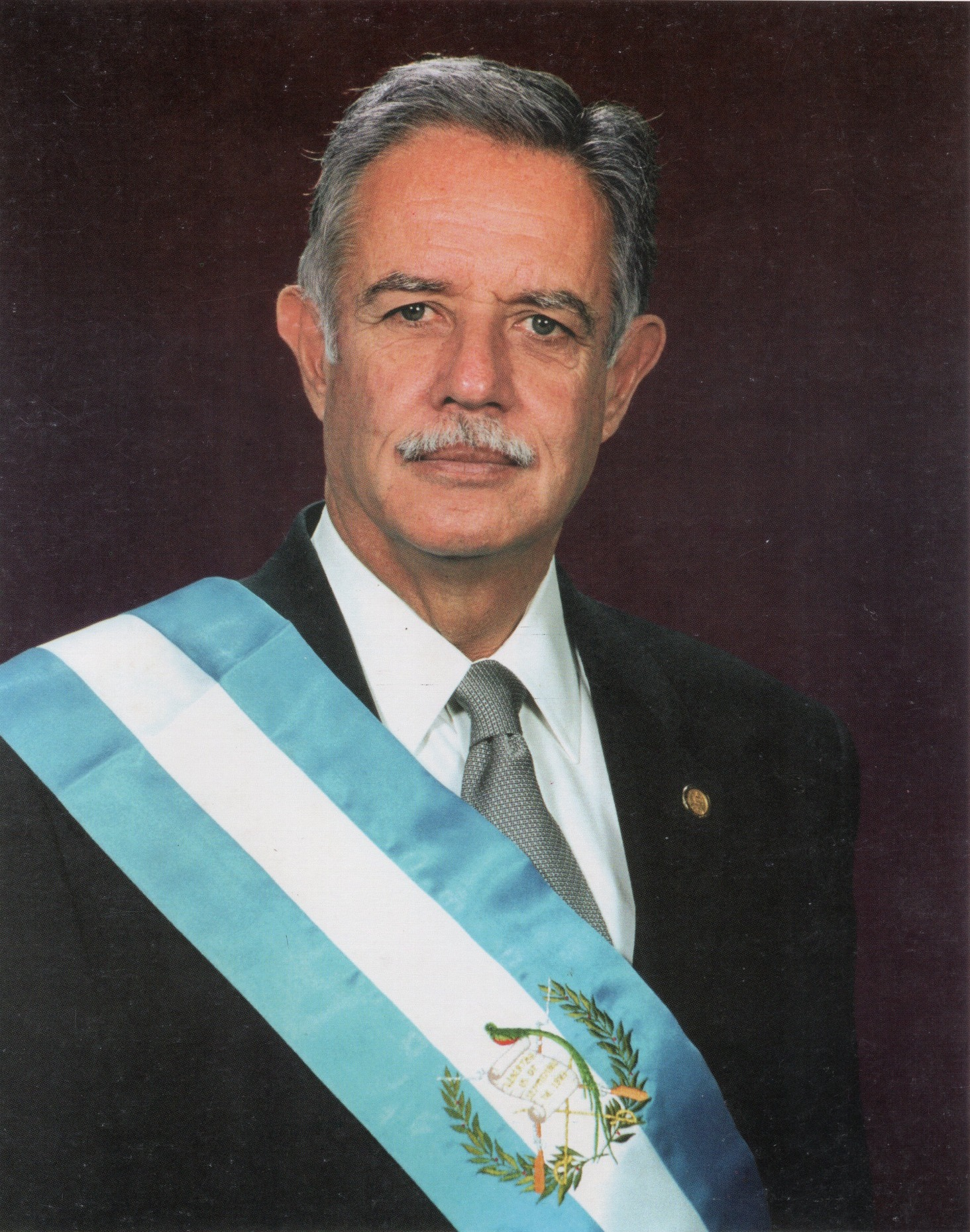
Óscar Berger 2004-2008
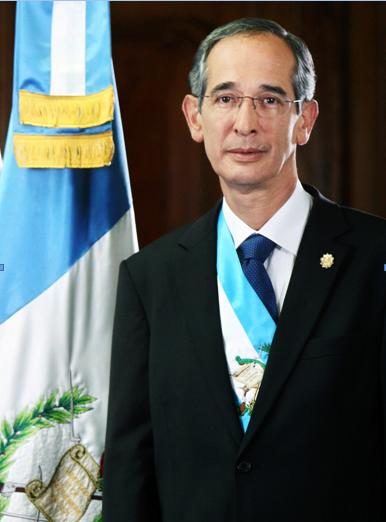
Álvaro Colom 2008-2012
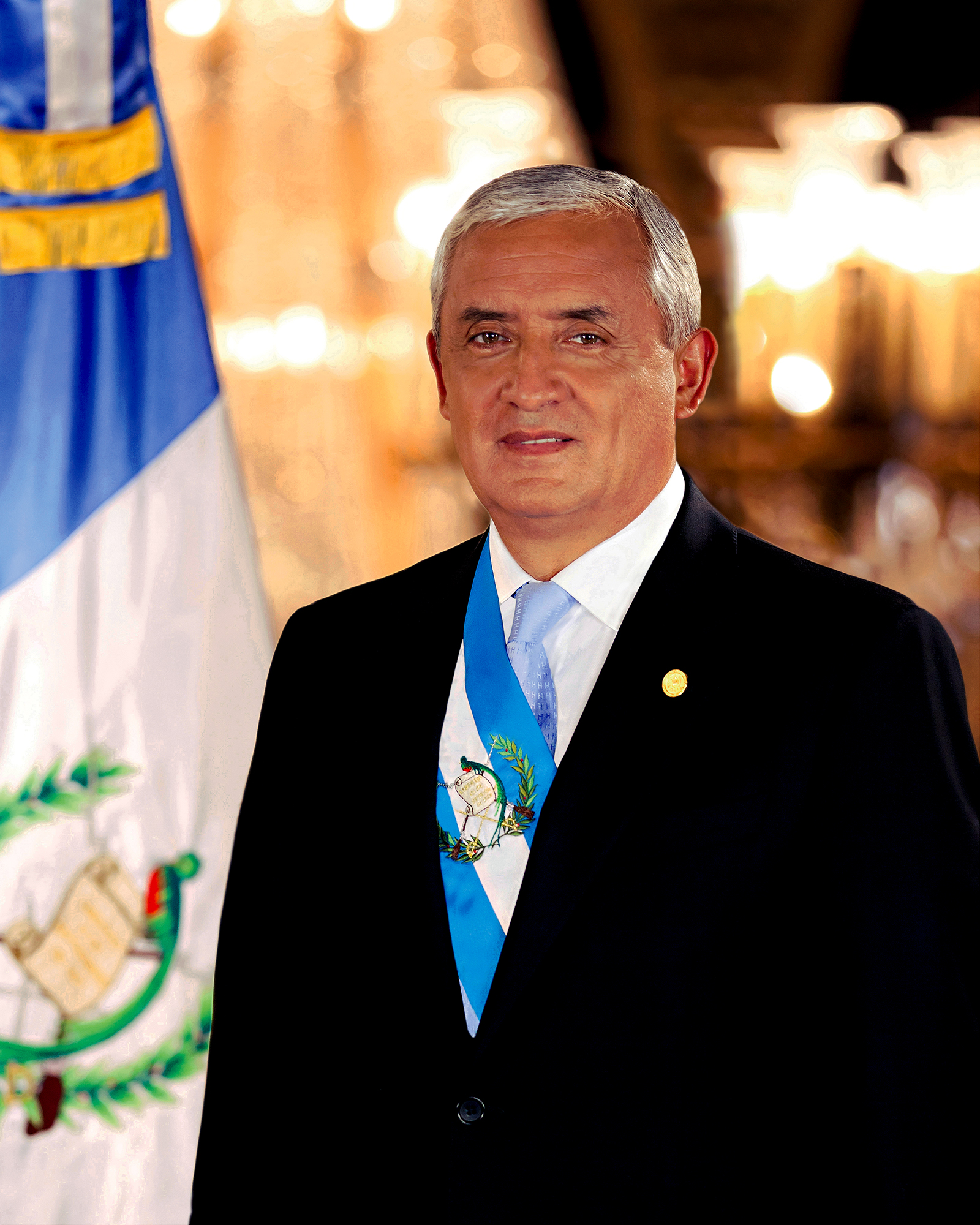
Otto Pérez Molina 2012-2016
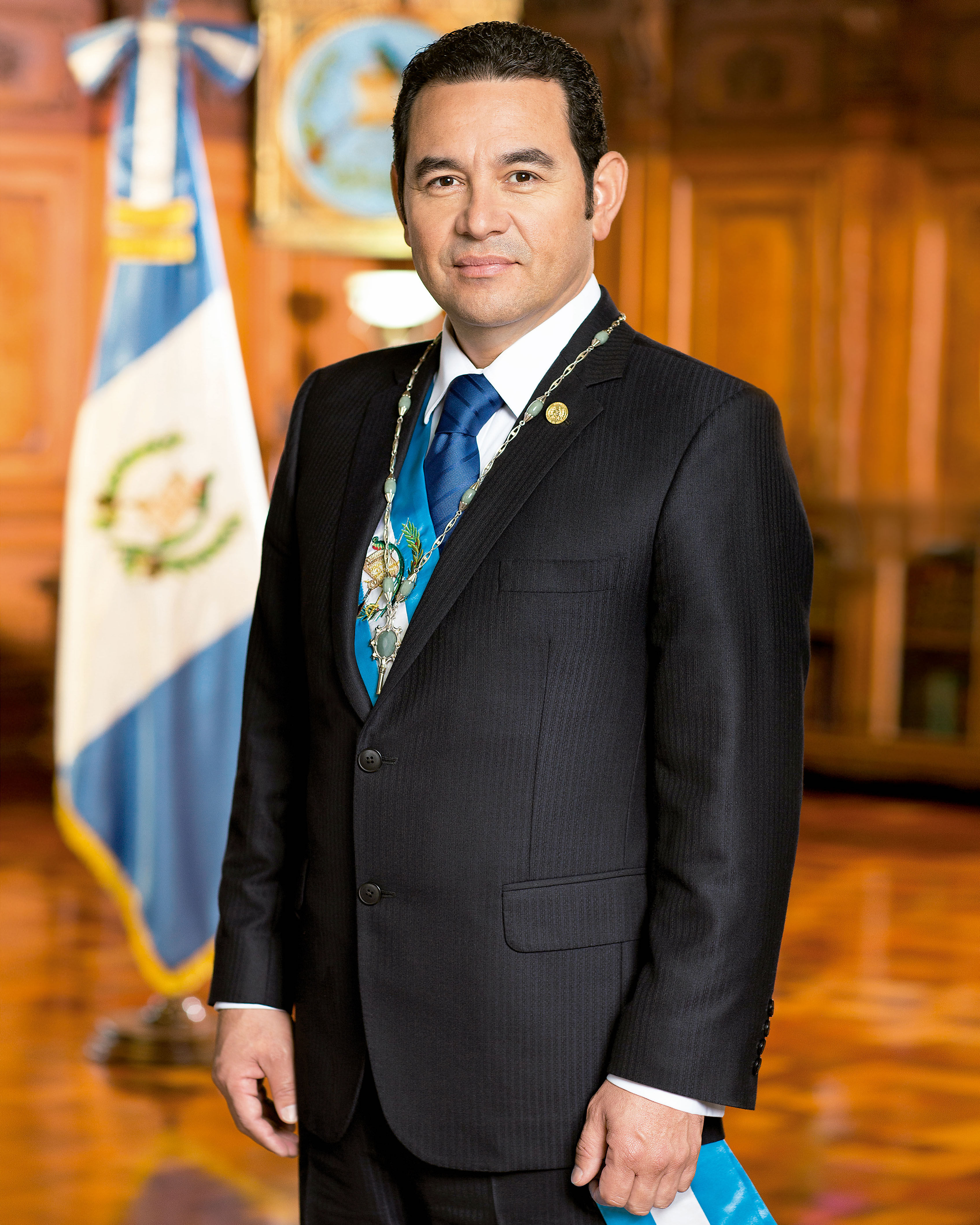
Jimmy Morales 2016-2020
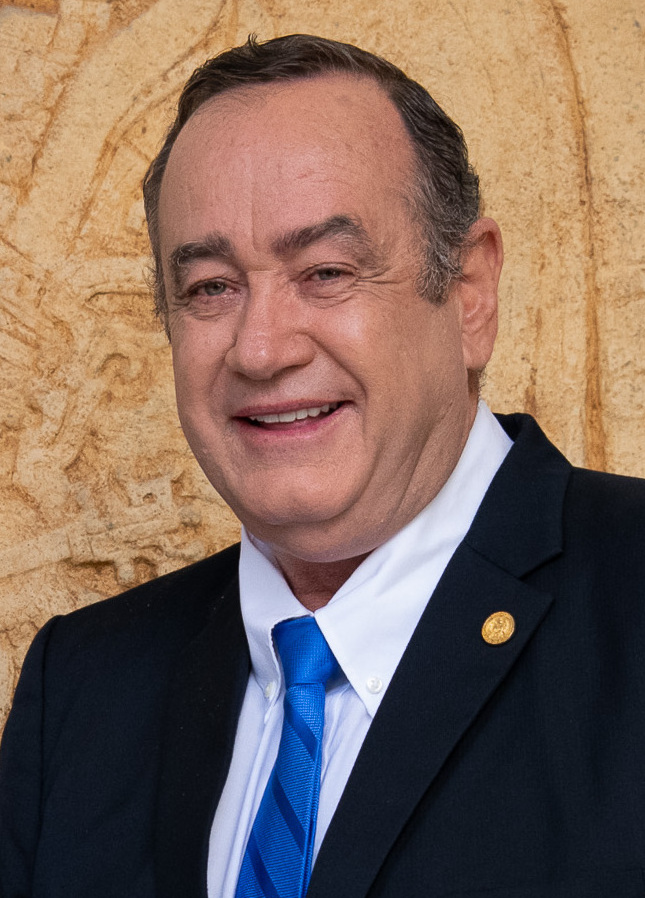
Alejandro Giammattei 2020-2024
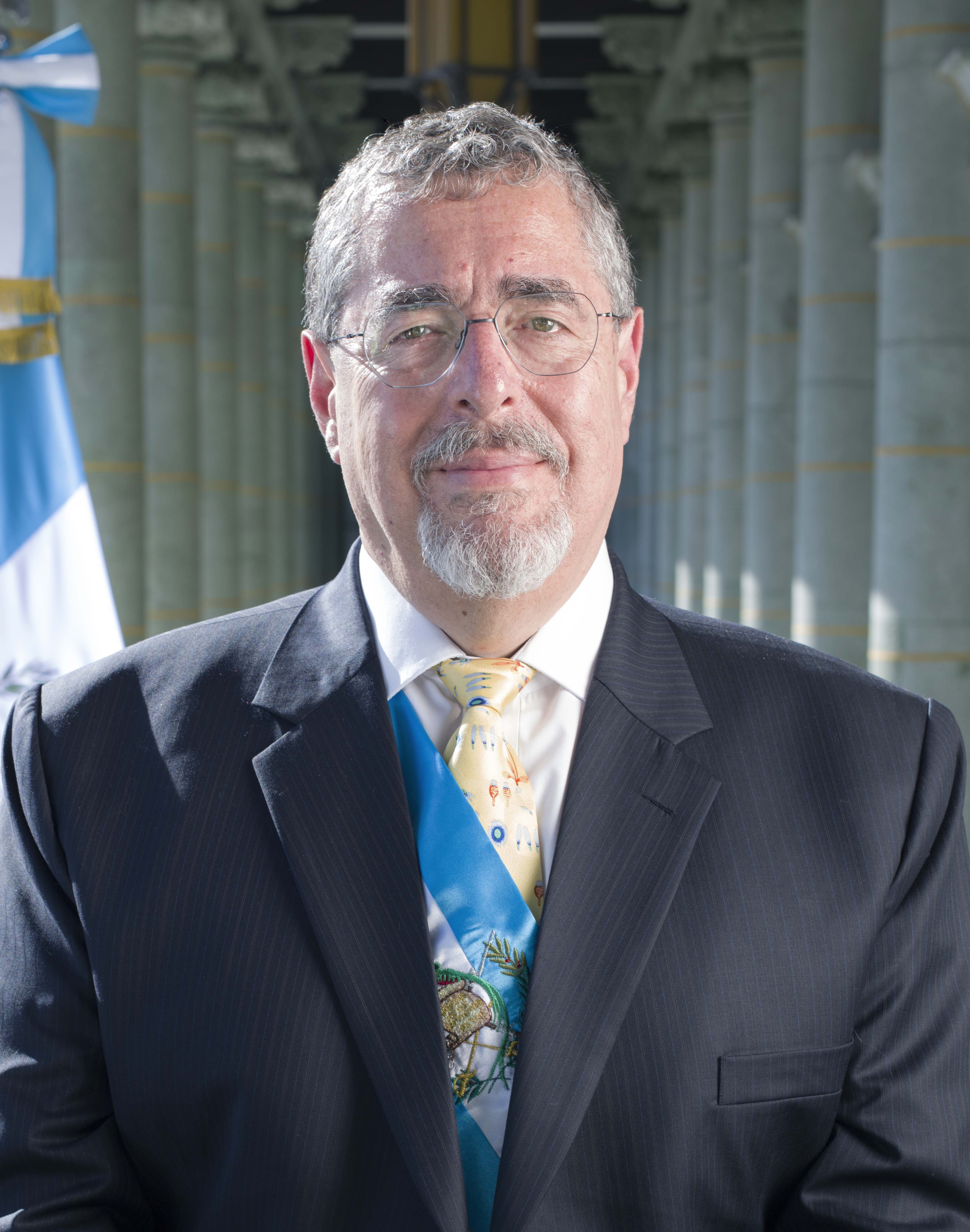
Bernardo Arévalo 2024-présent

## Pouvoir judiciaire
La réforme constitutionnelle de 1993 augmenta le nombre de juges de la Cour suprême de 9 à 13, et la durée de leur mandat passa de 6 à 5 ans. Le président de la Cour exerce le contrôle des juges locaux, nommés pour cinq ans.
La Cour constitutionnelle est composée de cinq juges élus pour cinq ans, qui exercent la présidence pour une année à tour de rôle. Un est élu par le Congrès, un par la Cour suprême, un par le Conseil supérieur de l'Université San Carlos, un par l'Ordre des avocats, le dernier est nommé par le président.

## Organisation territoriale
Le Guatemala possède 22 subdivisions administratives (départements) administrées par des gouverneurs nommés par le président. La ville de Guatemala et 330 autres municipalités sont gouvernés des maires ou des conseils élus par le peuple.

## Corruption
Le réseau d'entreprises finançant le Parti Patriote a accaparé 450 marchés publics et a déterminé les priorités de plusieurs grandes administrations (tels les ministères des Communications, des Infrastructures et du Logement). Il a ainsi pu mettre en place les programmes et échéances financières qui permettaient d'optimiser la distribution d'argent public aux entreprises qui lui étaient associées. En outre, un système de fraude aux douanes fit perdre 280 000 par semaine à l’État guatémaltèque. Le président et ses ministres bénéficiant pour leur part de larges rétrocommissions. Une nouvelle enquête est ouverte en 2016 : « Nous en avons déduit qu'il ne s'agissait plus tant d'un gouvernement dont les membres commettaient des actes isolés de corruption que d'une structure criminelle mafieuse qui avait acquis le contrôle de l’État par la voie des urnes (...) et dont les principaux dirigeants étaient Otto Pérez Molina et Roxana Baldetti », annonce la Commission internationale contre l'impunité au Guatemala.
La Commission internationale sur l’impunité estime que plus de 25 % de l’argent des campagnes électorales provient du crime organisé et du narcotrafic
En 2019, neuf anciens présidents font l'objet de poursuites judiciaires ou de peines d'emprisonnement, principalement en raison du travail de la Commission internationale contre l'impunité au Guatemala. Celle a également fait condamner trois cents hauts responsables politiques et hommes d'affaires. La commission est suspendue en 2019 et son président expulsé lorsqu'elle mit en cause le président en exercice Jimmy Morales